# 행정시
행정시(行政市)는 대한민국의 행정 구역 중 하나로, 2006년 7월 1일 특별자치도 제도가 제주도에서 실시되면서 2개의 행정시(제주시, 서귀포시)가 설치되었다.

## 역사
1995년 제1회 전국동시지방선거로 자치단체장을 선출하여 지방 자치가 본격 실시되기 전에는, 중앙정부가 일반공무원 중에서 시장을 임명·면직하였다. 다만, 형식적으로는 지방자치단체였기에 지금의 행정시보다는 자치권이 높았다.
지방자치단체가 아닌 2차 행정구역으로는, 1988년 지방자치법 시행 이전의 특별시와 직할시 산하의 구가 존재했다.
2006년 7월 1일부터 제주도에 고도의 자치권을 부여한다는 명분으로 '제주특별자치도 설치 및 국제자유도시 조성을 위한 특별법'을 시행하면서 제주특별자치도의 관할 구역에는 지방자치단체인 시와 군을 두지 않고, 지방자치단체가 아닌 시를 두도록 규정(같은 법 제10조)하였다.
이에 따라 제주도 내 기존의 4개 기초지방자치단체(제주시, 서귀포시, 북제주군, 남제주군)가 자치권을 상실하고 2개의 행정시(제주시, 서귀포시)로 통합·개편되었다.
2023년 6월 11일부터 강원도에 고도 자치권을 부여한다는 명분으로 '강원특별자치도 설치 및 조성을 위한 특별법'을 시행하였다. 강원특별자치도의 관할 구역에는 기초지방자치단체의 권한이 종전대로 유지된다.
2024년 1월 18일부터 전라북도에 고도 자치권을 부여한다는 명분으로 '전북특별자치도 설치 및 조성을 위한 특별법'을 시행하였다. 전북특별자치도의 관할 구역에는 기초지방자치단체의 권한이 종전대로 유지된다.

## 성격과 기능
제주특별자치도의 행정시는 지방자치단체가 아니므로 시장은 주민투표로 선출하지 않고, 특별자치도지사가 일반공무원 중에서 임명·면직하므로 행정시가 도지사의 직접적인 관리·감독을 받게 되어 자치도와 도지사의 권한이 강하다.
즉, 행정시는 일반적인 자치시와 달리 지방자치단체가 아니며, 그 기능이 인구 50만 이상의 기초자치단체인 특정시의 관할에 설치된 행정구와 비슷하다.

## 행정시 목록
- 제주시
- 서귀포시

## 같이 보기
- 제주특별자치도